# Tutji nad Borskom
Tutji nad Borskom (russisk: Тучи над Борском) er en sovjetisk spillefilm fra 1960 af Vasilij Ordynskij.

## Medvirkende
- Inna Gulaja som Olja Ryzjkova
- Roman Khomjatov som Mitja Sajenko
- Vladimir Ivasjov som Genka
- Natalja Antonova som Kira Sergejevna
- Viktor Rozjdestvenskij